# حسين أباد (أيل تيمور)
حسین أباد (بالفارسية: حسین‌آباد) هي قرية تقع في إيران في أذربيجان الغربية. يقدر عدد سكانها بـ 147 نسمة .